# جیمز اسمیت (قایقران قایق بادبانی)
جیمز اسمیت (انگلیسی: James Smith; ۱۵ دسامبر ۱۹۰۹ – ۲۴ نوامبر ۱۹۸۲) قایقران قایق بادبانی اهل ایالات متحده آمریکا بود.